# Carico di progetto
Un carico nell'ingegneria strutturale è un sistema di forze applicate che possono originare una deformazione e conseguente stato di sollecitazione in una struttura.
Un carico di progetto è
il carico concentrato oppure distribuito che secondo le previsioni progettuali graverà su una struttura. Tale carico non provocherà danno alcuno, purché siano rispettate le indicazioni progettuali ed i piani di manutenzione. 
Esso è calcolato a partire dal carico limite ridotto mediante un opportuno coefficiente di sicurezza.
Questo termine fa riferimento al metodo degli stati limite, attualmente in vigore e contenuto nell'Eurocodice.
Si misura, a seconda dei casi, in Newton, in Pascal, e nei relativi multipli e sottomultipli.